# Cycloctenus agilis
Cycloctenus agilis är en spindelart som beskrevs av Forster 1979. Cycloctenus agilis ingår i släktet Cycloctenus och familjen Cycloctenidae. Inga underarter finns listade i Catalogue of Life.